# Kraftwerk Sigmaringen
Die Wasserkraftanlage Sigmaringen, auch Wasserkraftwerk Schloss genannt, ist ein Laufwasserkraftwerk an der Donau. Das Kraftwerk liegt in der Stadt Sigmaringen im Landkreis Sigmaringen in Baden-Württemberg. Eigentümer sind die Stadtwerke Sigmaringen, ein Eigenbetrieb der Stadt Sigmaringen.

## Altanlage
Schon wenige Jahre nach dem ersten württembergischen Wasserkraftwerk in Cannstatt (1888) hatten die Fürstlich Hohenzollernschen Hüttenwerke (seit 1989 Zollern GmbH und Co. KG) in Laucherthal, modernstes Unternehmen der Hohenzollernsche Lande, in eine Phase der Hochkonjunktur auf Strom umgestellt. Die damals noch recht neue Energie stammte aus einem eigenen Elektrizitätswerk, das mit der Wasserkraft der Lauchert betrieben wurde. Es versorgte neben den Werkstätten des Hüttenwerks auch die Ortschaft Laucherthal, die Stadt Sigmaringen und das Hohenzollernschloss.
Um die Elektrifizierung Sigmaringens weiter voranzutreiben, wurde am 18. Oktober 1893 das erste Elektrizitätswerk „Laucherthal-Sekundärstation“ mit einer Wasserturbine am Donauwehr unterhalb des Schlosses zwischen Schlossfelsen und Mühlberg in Betrieb genommen. Die alte „Hofmühle“ wurde kurzfristig bis zu ihrem Abbruch 1898 als Elektrizitätswerk genutzt. In das zweite Mühlengebäude kam eine Turbine. Der Gasverbrauch und somit auch die Erzeugung in der Gasfabrik Sigmaringen gingen merklich zurück, da das Elektrizitätswerk das Schloss, mehrere Hotels und auch Privathaushalte mit elektrischem Licht versorgte. Die Stromverschwendung wuchs; es folgte der Einbau von Stromzählern.
Durch die Elektrifizierungsarbeiten am Schloss kam es am 17. April 1893 zu einem Großbrand, der den Ostflügel des Schlosses fast vollständig zerstörte.
1908 erwarb die Fürstlich Hohenzollernsche Hofkammer das Elektrizitätswerk. Das Unternehmen Fürstlich Hohenzollernsches Elektrizitätswerk, das den Fürstlich Hohenzollernschen Hüttenwerken unterstand, wurde 1966 an die Energie-Versorgung Schwaben AG (EVS) veräußert.
Von dem Verkauf ausgenommen blieb jedoch das mit dem Elektrizitätswerk verbundene Elektroeinzelhandelsunternehmen, die heutige EZS – Fürstlich Hohenzollernsche Elektrozentrale Sigmaringen GmbH & Co. KG. Sie untersteht seit 1990 der Fürstlich Hohenzollernschen Hofkammer (2006 als Unternehmensgruppe Fürst von Hohenzollern neu formiert), die ihren Sitz ebenfalls in Sigmaringen hat.
Das 1893/94 entstandene und heute denkmalgeschützte Betriebsgebäude des Fürstlich Hohenzollernschen Elektrizitätswerks erhielt 2006 eine umfassende Außenrenovierung. Nachdem das Dach undicht geworden war, wurden die alten Dachziegel abgetragen und im Anschluss komplett neu eingedeckt. Außerdem wurden die Staffelgiebel erneuert, die Fenster ausgetauscht und umfangreiche Flaschnerarbeiten durchgeführt. Der neue Fassadenanstrich geschah in Absprache mit dem Landesamt für Denkmalpflege Baden-Württemberg. Das Elektrizitätswerk wird nach wie vor benutzt, wenn auch nicht mehr in seinem ursprünglichen Sinne. Im Obergeschoss befindet sich eine Wohnung, im unteren Bereich der Fuhrpark mit zwei Garagen (früher Autowerkstatt). Eigentümer ist die Immobilienverwaltung der Unternehmensgruppe Fürst von Hohenzollern.

## Neubau

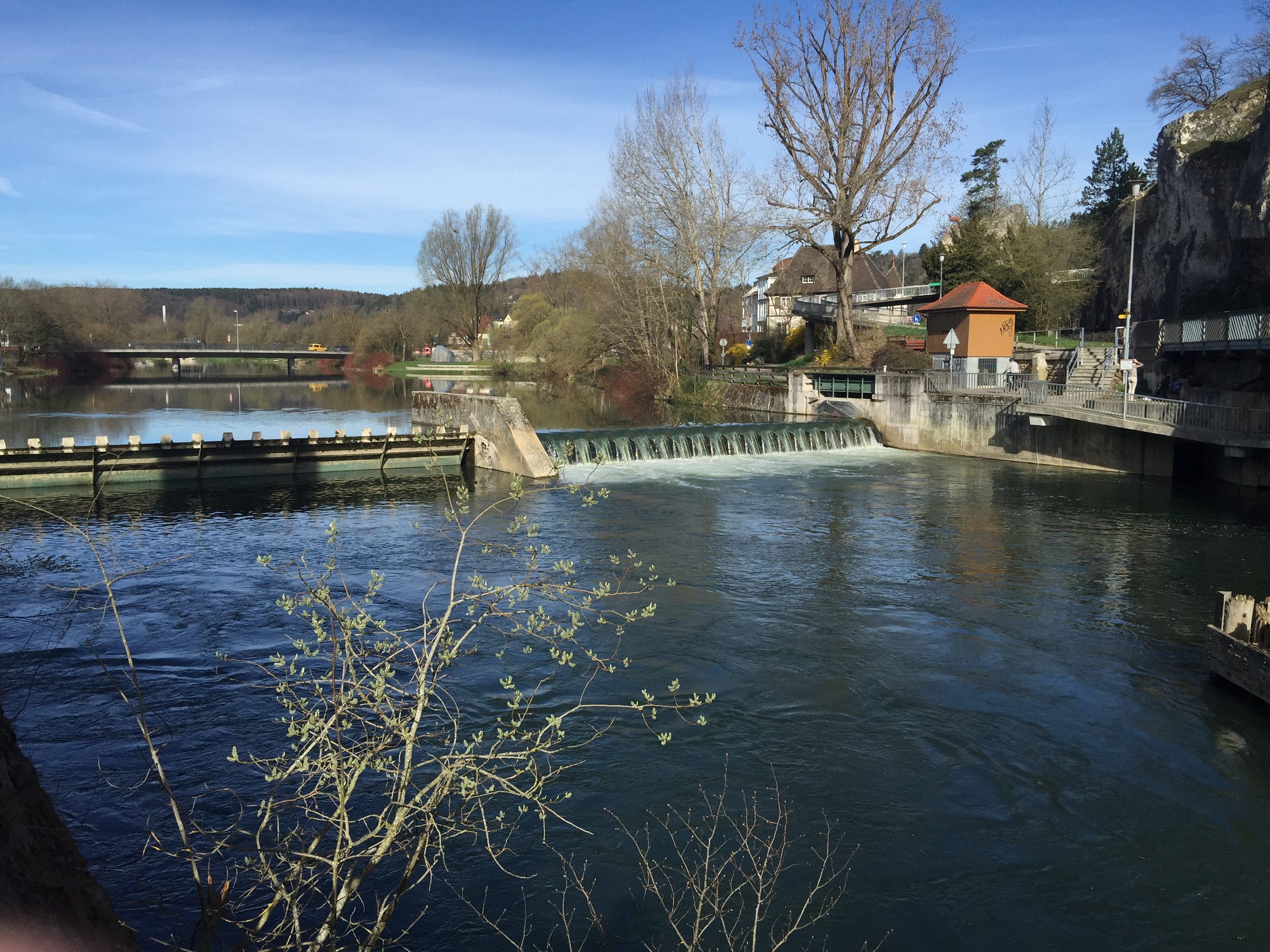
Wehr des Elektrizitätswerks

Im Jahr 1995 haben die Stadtwerke Sigmaringen das Stromnetz der Stadt zu einem Preis von damals 29,4 Millionen DM von der EVS erworben. Der ursprüngliche Kaufpreis betrug 45 Millionen Mark.

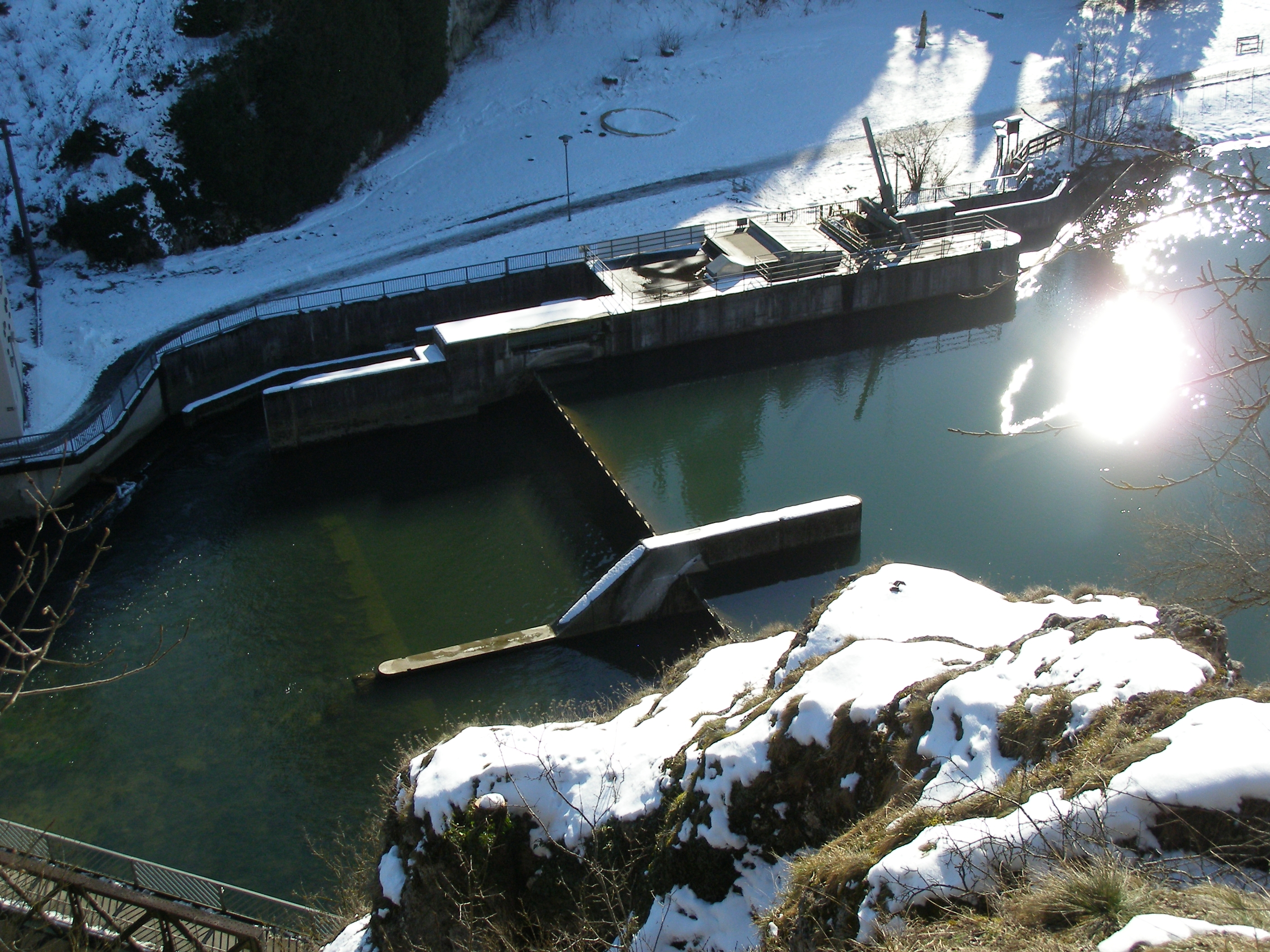
Wehranlage

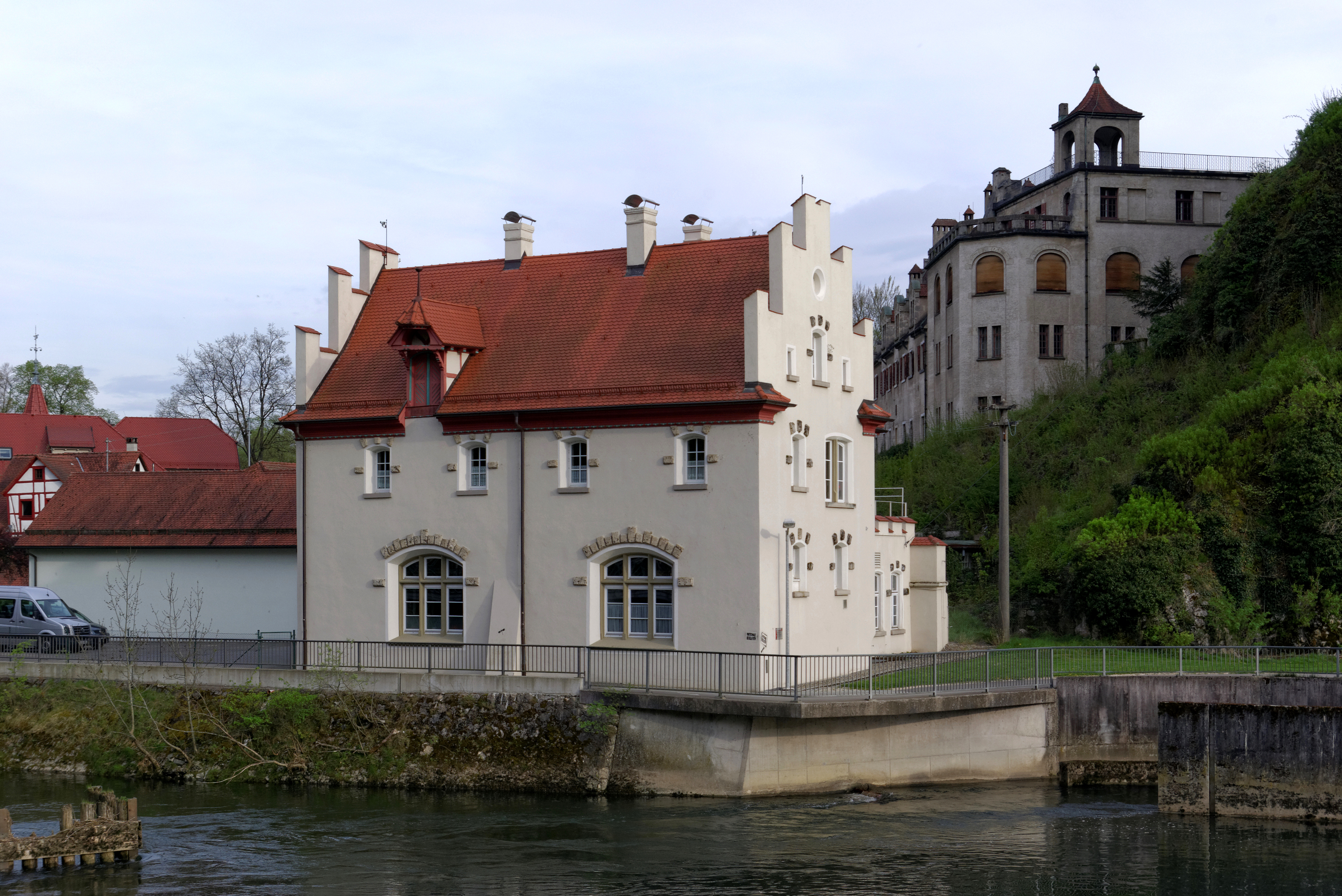
Ehemaliges Fürstlich Hohenzollernsches Elektrizitätswerk

Aufgrund einer Modernisierungsmaßnahme am Donauwehr Sigmaringen wurde im Jahr 1996 gleichzeitig eine neue Wasserkraftanlage eingebaut. Die Bauzeit betrug vier Monate. Hierzu wurde eine Riemenrohrturbine mit einem Durchmesser von fast vier Metern in die Donau gelassen. Das sogenannte Wasserkraftwerk Schloss nutzt den natürlichen Abfluss der Donau.
Zusammen mit der Wasserkraftanlage Laiz produzieren beide Anlagen im Schnitt zusammen jährlich rund 2,1 Millionen Kilowattstunden Strom. Das entspricht rund drei Prozent des gesamten Stromverbrauchs oder der Versorgung von 600 Haushalten über ein ganzes Jahr.

## Technische Daten
- Baujahr: 1996
- Fallhöhe: 2,23 m
- Leistung: 247 kW
- Stromerzeugung: ca. 700.000 kWh/a